# Skate America
Skate America – międzynarodowe zawody w łyżwiarstwie figurowym seniorów rozgrywane w Stanach Zjednoczonych od 1979 r. (z wyjątkiem roku 1984 i 1987). Zawody są organizowane przez Amerykańską Federację Łyżwiarską (ang. U.S. Figure Skating, USFSA). Od 1995 roku zawody Skate America zaczęły wchodzić w cykl zawodów Grand Prix organizowanych przez Międzynarodową Unię Łyżwiarską. W ich trakcie rozgrywane są zawody w konkurencji solistów, solistek, par sportowych sportowych i tanecznych.
W latach 2001–2005 oficjalną nazwą było Smart Ones Skate America, gdyż sponsorem USFSA był H. J. Heinz Company.

## Medaliści

### Soliści
| Rok                                      | Miasto           | Złoto              | Srebro                | Brąz                | Źr.    |
| ---------------------------------------- | ---------------- | ------------------ | --------------------- | ------------------- | ------ |
| 1979                                     | Lake Placid      | Scott Hamilton     | Scott Cramer          | Jan Hoffmann        |        |
| Zawody nie zostały rozegrane w 1980 roku |                  |                    |                       |                     |        |
| 1981                                     | Lake Placid      | Scott Hamilton     | Robert Wagenhoffer    | Brian Boitano       |        |
| 1982                                     | Lake Placid      | Scott Hamilton     | Heiko Fischer         | Jozef Sabovčík      |        |
| 1983                                     | Rochester        | Brian Boitano      | Rudi Cerne            | Bobby Beauchamp     |        |
| Zawody nie zostały rozegrane w 1984 roku |                  |                    |                       |                     |        |
| 1985                                     | Saint Paul       | Jozef Sabovčík     | Brian Boitano         | Wiktor Petrenko     |        |
| 1986                                     | Portland         | Brian Boitano      | Wiktor Petrenko       | Daniel Doran        |        |
| Zawody nie zostały rozegrane w 1987 roku |                  |                    |                       |                     |        |
| 1988                                     | Portland         | Christopher Bowman | Daniel Doran          | Todd Eldredge       |        |
| 1989                                     | Indianapolis     | Christopher Bowman | Wiktor Petrenko       | Kurt Browning       |        |
| 1990                                     | Buffalo          | Wiktor Petrenko    | Christopher Bowman    | Todd Eldredge       |        |
| 1991                                     | Oakland          | Christopher Bowman | Petr Barna            | Todd Eldredge       |        |
| 1992                                     | Atlanta          | Todd Eldredge      | Scott Davis           | Mark Mitchell       |        |
| 1993                                     | Dallas           | Wiktor Petrenko    | Brian Boitano         | Aleksiej Urmanow    |        |
| 1994                                     | Pittsburgh       | Todd Eldredge      | Philippe Candeloro    | Eric Millot         |        |
| 1995                                     | Detroit          | Todd Eldredge      | Michael Weiss         | Aleksandr Abt       |        |
| 1996                                     | Springfield      | Todd Eldredge      | Aleksiej Urmanow      | Aleksiej Jagudin    |        |
| 1997                                     | Detroit          | Todd Eldredge      | Jewgienij Pluszczenko | Aleksandr Abt       |        |
| 1998                                     | Detroit          | Aleksiej Jagudin   | Michael Weiss         | Aleksiej Urmanow    |        |
| 1999                                     | Colorado Springs | Aleksiej Jagudin   | Timothy Goebel        | Elvis Stojko        |        |
| 2000                                     | Colorado Springs | Timothy Goebel     | Aleksiej Jagudin      | Todd Eldredge       |        |
| 2001                                     | Colorado Springs | Timothy Goebel     | Takeshi Honda         | Aleksandr Abt       |        |
| 2002                                     | Spokane          | Brian Joubert      | Aleksandr Abt         | Matthew Savoie      |        |
| 2003                                     | Reading          | Michael Weiss      | Takeshi Honda         | Zhang Min           |        |
| 2004                                     | Pittsburgh       | Brian Joubert      | Ryan Jahnke           | Michael Weiss       | [ 1 ]  |
| 2005                                     | Atlantic City    | Daisuke Takahashi  | Evan Lysacek          | Brian Joubert       | [ 2 ]  |
| 2006                                     | Hartford         | Nobunari Oda       | Evan Lysacek          | Alban Préaubert     | [ 3 ]  |
| 2007                                     | Reading          | Daisuke Takahashi  | Evan Lysacek          | Patrick Chan        | [ 4 ]  |
| 2008                                     | Everett          | Takahiko Kozuka    | Johnny Weir           | Evan Lysacek        | [ 5 ]  |
| 2009                                     | Lake Placid      | Evan Lysacek       | Shawn Sawyer          | Ryan Bradley        | [ 6 ]  |
| 2010                                     | Portland         | Daisuke Takahashi  | Nobunari Oda          | Armin Mahbanoozadeh | [ 7 ]  |
| 2011                                     | Ontario          | Michal Březina     | Kevin Van Der Perren  | Takahiko Kozuka     | [ 8 ]  |
| 2012                                     | Kent             | Takahiko Kozuka    | Yuzuru Hanyū          | Tatsuki Machida     | [ 9 ]  |
| 2013                                     | Detroit          | Tatsuki Machida    | Adam Rippon           | Max Aaron           | [ 10 ] |
| 2014                                     | Chicago          | Tatsuki Machida    | Jason Brown           | Nam Nguyen          | [ 11 ] |
| 2015                                     | Milwaukee        | Max Aaron          | Shōma Uno             | Jason Brown         | [ 12 ] |
| 2016                                     | Chicago          | Shōma Uno          | Jason Brown           | Adam Rippon         | [ 13 ] |
| 2017                                     | Lake Placid      | Nathan Chen        | Adam Rippon           | Siergiej Woronow    | [ 14 ] |
| 2018                                     | Everett          | Nathan Chen        | Michal Březina        | Siergiej Woronow    | [ 15 ] |
| 2019                                     | Las Vegas        | Nathan Chen        | Jason Brown           | Dmitrij Alijew      | [ 16 ] |
| 2020                                     | Las Vegas        | Nathan Chen        | Vincent Zhou          | Keegan Messing      | [ 17 ] |
| 2021                                     | Las Vegas        | Vincent Zhou       | Shōma Uno             | Nathan Chen         | [ 18 ] |
| 2022                                     | Norwood          | Ilia Malinin       | Kao Miura             | Cha Jun-hwan        | [ 19 ] |
| 2023                                     | Allen            | Ilia Malinin       | Kévin Aymoz           | Shun Satō           | [ 20 ] |

### Solistki
| Rok                                      | Miasto           | Złoto                   | Srebro                   | Brąz                      | Źr.    |
| ---------------------------------------- | ---------------- | ----------------------- | ------------------------ | ------------------------- | ------ |
| 1979                                     | Lake Placid      | Lisa-Marie Allen        | Susanna Driano           | Sandy Lenz                |        |
| Zawody nie zostały rozegrane w 1980 roku |                  |                         |                          |                           |        |
| 1981                                     | Lake Placid      | Vikki de Vries          | Elaine Zayak             | Claudia Kristofics-Binder |        |
| 1982                                     | Lake Placid      | Rosalynn Sumners        | Claudia Leistner         | Kristiina Wegelius        |        |
| 1983                                     | Rochester        | Tiffany Chin            | Jill Frost               | Kelly Webster             |        |
| Zawody nie zostały rozegrane w 1984 roku |                  |                         |                          |                           |        |
| 1985                                     | Saint Paul       | Debi Thomas             | Tracey Wainman           | Katrien Pauwels           |        |
| 1986                                     | Portland         | Tiffany Chin            | Tonya Harding            | Agnes Gosselin            |        |
| Zawody nie zostały rozegrane w 1987 roku |                  |                         |                          |                           |        |
| 1988                                     | Portland         | Claudia Leistner        | Midori Itō               | Kristi Yamaguchi          |        |
| 1989                                     | Indianapolis     | Tonya Harding           | Jill Trenary             | Simone Lang               |        |
| 1990                                     | Buffalo          | Kristi Yamaguchi        | Midori Itō               | Tonia Kwiatkowski         |        |
| 1991                                     | Oakland          | Tonya Harding           | Kristi Yamaguchi         | Surya Bonaly              |        |
| 1992                                     | Atlanta          | Yuka Satō               | Nancy Kerrigan           | Chen Lu                   |        |
| 1993                                     | Dallas           | Oksana Bajuł            | Surya Bonaly             | Tonya Harding             |        |
| 1994                                     | Pittsburgh       | Surya Bonaly            | Michelle Kwan            | Irina Słucka              |        |
| 1995                                     | Detroit          | Michelle Kwan           | Chen Lu                  | Irina Słucka              |        |
| 1996                                     | Springfield      | Michelle Kwan           | Tonia Kwiatkowski        | Sydne Vogel               |        |
| 1997                                     | Detroit          | Michelle Kwan           | Tara Lipinski            | Jelena Sokołowa           |        |
| 1998                                     | Detroit          | Marija Butyrska         | Jelena Sokołowa          | Angela Nikodinov          |        |
| 1999                                     | Colorado Springs | Michelle Kwan           | Julija Sołdatowa         | Jelena Sokołowa           |        |
| 2000                                     | Colorado Springs | Michelle Kwan           | Sarah Hughes             | Jelena Sokołowa           |        |
| 2001                                     | Colorado Springs | Michelle Kwan           | Sarah Hughes             | Wiktorija Wołczkowa       |        |
| 2002                                     | Spokane          | Michelle Kwan           | Ann Patrice McDonough    | Ołena Laszenko            |        |
| 2003                                     | Reading          | Sasha Cohen             | Jennifer Kirk            | Shizuka Arakawa           |        |
| 2004                                     | Pittsburgh       | Angela Nikodinov        | Cynthia Phaneuf          | Miki Andō                 | [ 1 ]  |
| 2005                                     | Atlantic City    | Jelena Sokołowa         | Alissa Czisny            | Yoshie Onda               | [ 2 ]  |
| 2006                                     | Hartford         | Miki Andō               | Kimmie Meissner          | Mao Asada                 | [ 3 ]  |
| 2007                                     | Reading          | Kimmie Meissner         | Miki Andō                | Caroline Zhang            | [ 4 ]  |
| 2008                                     | Everett          | Kim Yu-na               | Yukari Nakano            | Miki Andō                 | [ 5 ]  |
| 2009                                     | Lake Placid      | Kim Yu-na               | Rachael Flatt            | Júlia Sebestyén           | [ 6 ]  |
| 2010                                     | Portland         | Kanako Murakami         | Rachael Flatt            | Carolina Kostner          | [ 7 ]  |
| 2011                                     | Ontario          | Alissa Czisny           | Carolina Kostner         | Viktoria Helgesson        | [ 21 ] |
| 2012                                     | Kent             | Ashley Wagner           | Christina Gao            | Adelina Sotnikowa         | [ 22 ] |
| 2013                                     | Detroit          | Mao Asada               | Ashley Wagner            | Jelena Radionowa          | [ 23 ] |
| 2014                                     | Chicago          | Jelena Radionowa        | Jelizawieta Tuktamyszewa | Gracie Gold               | [ 24 ] |
| 2015                                     | Milwaukee        | Jewgienija Miedwiediewa | Gracie Gold              | Satoko Miyahara           | [ 25 ] |
| 2016                                     | Chicago          | Ashley Wagner           | Mariah Bell              | Mai Mihara                | [ 26 ] |
| 2017                                     | Lake Placid      | Satoko Miyahara         | Kaori Sakamoto           | Bradie Tennell            | [ 27 ] |
| 2018                                     | Everett          | Satoko Miyahara         | Kaori Sakamoto           | Sofja Samodurowa          | [ 28 ] |
| 2019                                     | Las Vegas        | Anna Szczerbakowa       | Bradie Tennell           | Jelizawieta Tuktamyszewa  | [ 29 ] |
| 2020                                     | Las Vegas        | Mariah Bell             | Bradie Tennell           | Audrey Shin               | [ 30 ] |
| 2021                                     | Las Vegas        | Aleksandra Trusowa      | Darja Usaczowa           | You Young                 | [ 31 ] |
| 2022                                     | Norwood          | Kaori Sakamoto          | Isabeau Levito           | Amber Glenn               | [ 32 ] |
| 2023                                     | Allen            | Loena Hendrickx         | Isabeau Levito           | Niina Petrõkina           | [ 33 ] |

### Pary sportowe
| Rok                                      | Miasto           | Złoto                                   | Srebro                                   | Brąz                                    | Źr.    |
| ---------------------------------------- | ---------------- | --------------------------------------- | ---------------------------------------- | --------------------------------------- | ------ |
| 1979                                     | Lake Placid      | Sabine Baeß / Tassilo Thierbach         | Caitlin Carruthers / Peter Carruthers    | Vickie Heasley / Robert Wagenhoffer     |        |
| Zawody nie zostały rozegrane w 1980 roku |                  |                                         |                                          |                                         |        |
| 1981                                     | Lake Placid      | Barbara Underhill / Paul Martini        | Caitlin Carruthers / Peter Carruthers    | Jelena Wałowa / Oleg Wasiljew           |        |
| 1982                                     | Lake Placid      | Jelena Wałowa / Oleg Wasiljew           | Lea Ann Miller / William Fauver          | Nelli Czerwotkina / Wiktor Tesla        |        |
| 1983                                     | Rochester        | Caitlin Carruthers / Peter Carruthers   | Jill Watson / Burt Lancon                | Melinda Kunhegyi / Lyndon Johnston      |        |
| Zawody nie zostały rozegrane w 1984 roku |                  |                                         |                                          |                                         |        |
| 1985                                     | Saint Paul       | Jill Watson / Peter Oppegard            | Jelena Bieczkie / Walerij Kornijenko     | Gillian Wachsman / Todd Waggoner        |        |
| 1986                                     | Portland         | Katy Keeley / Joseph Mero               | Denise Benning / Lyndon Johnston         | Ludmiła Kobłowa / Andriej Kalitin       |        |
| Zawody nie zostały rozegrane w 1987 roku |                  |                                         |                                          |                                         |        |
| 1988                                     | Portland         | Natalja Miszkutionok / Artur Dmitrijew  | Marina Jelcowa / Siergiej Zajcew         | Natalie Seybold / Wayne Seybold         |        |
| 1989                                     | Indianapolis     | Natalja Miszkutionok / Artur Dmitrijew  | Kristi Yamaguchi / Rudy Galindo          | Peggy Schwarz / Alexander König         |        |
| 1990                                     | Buffalo          | Marina Jelcowa / Andriej Buszkow        | Radka Kovaříková / René Novotný          | Mandy Wötzel / Axel Rauschenbach        |        |
| 1991                                     | Oakland          | Calla Urbanski / Rocky Marval           | Jelena Nikonowa / Nikołaj Apter          | Peggy Schwarz / Alexander König         |        |
| 1992                                     | Atlanta          | Marina Jelcowa / Andriej Buszkow        | Radka Kovaříková / René Novotný          | Jewgienija Szyszkowa / Wadim Naumow     |        |
| 1993                                     | Dallas           | Jewgienija Szyszkowa / Wadim Naumow     | Kyoko Ina / Jason Dungjen                | Karen Courtland / Todd Reynolds         |        |
| 1994                                     | Pittsburgh       | Marina Jelcowa / Andriej Buszkow        | Jewgienija Szyszkowa / Wadim Naumow      | Radka Kovaříková / René Novotný         |        |
| 1995                                     | Detroit          | Marina Jelcowa / Andriej Buszkow        | Jenni Meno / Todd Sand                   | Jelena Bierieżna / Oļegs Šļahovs        |        |
| 1996                                     | Springfield      | Oksana Kazakowa / Artur Dmitrijew       | Shelby Lyons / Brian Wells               | Stephanie Stiegler / John Zimmerman     |        |
| 1997                                     | Detroit          | Marina Jelcowa / Andriej Buszkow        | Kyoko Ina / Jason Dungjen                | Jewgienija Szyszkowa / Wadim Naumow     |        |
| 1998                                     | Detroit          | Jelena Bierieżna / Anton Sicharulidze   | Kristy Sargeant / Kris Wirtz             | Wiktorija Maksiuta / Władisław Żownicki |        |
| 1999                                     | Colorado Springs | Jamie Salé / David Pelletier            | Sarah Abitbol / Stephane Bernadis        | Jelena Bierieżna / Anton Sicharulidze   |        |
| 2000                                     | Colorado Springs | Jamie Salé / David Pelletier            | Shen Xue / Zhao Hongbo                   | Tatjana Tot´mianina / Maksim Marinin    |        |
| 2001                                     | Colorado Springs | Jamie Salé / David Pelletier            | Kyoko Ina / John Zimmermann              | Tatjana Tot´mianina / Maksim Marinin    |        |
| 2002                                     | Spokane          | Tatjana Tot´mianina / Maksim Marinin    | Anabelle Langlois / Patrice Archetto     | Pang Qing / Tong Jian                   |        |
| 2003                                     | Reading          | Pang Qing / Tong Jian                   | Marija Pietrowa / Aleksiej Tichonow      | Zhang Dan / Zhang Hao                   |        |
| 2004                                     | Pittsburgh       | Zhang Dan / Zhang Hao                   | Julija Obertas / Siergiej Sławnow        | Rena Inoue / John Baldwin               | [ 1 ]  |
| 2005                                     | Atlantic City    | Zhang Dan / Zhang Hao                   | Rena Inoue / John Baldwin                | Julija Obertas / Siergiej Sławnow       | [ 2 ]  |
| 2006                                     | Hartford         | Rena Inoue / John Baldwin               | Dorota Siudek / Mariusz Siudek           | Naomi Nari Nam / Themistocles Leftheris | [ 3 ]  |
| 2007                                     | Reading          | Jessica Dubé / Bryce Davison            | Pang Qing / Tong Jian                    | Wiera Bazarowa / Jurij Łarionow         | [ 4 ]  |
| 2008                                     | Everett          | Alona Sawczenko / Robin Szolkowy        | Keauna McLaughlin / Rockne Brubaker      | Marija Muchortowa / Maksim Trańkow      | [ 5 ]  |
| 2009                                     | Lake Placid      | Shen Xue / Zhao Hongbo                  | Tetiana Wołosożar / Stanisław Morozow    | Zhang Dan / Zhang Hao                   | [ 6 ]  |
| 2010                                     | Portland         | Alona Sawczenko / Robin Szolkowy        | Kirsten Moore-Towers / Dylan Moscovitch  | Sui Wenjing / Han Cong                  | [ 7 ]  |
| 2011                                     | Ontario          | Alona Sawczenko / Robin Szolkowy        | Zhang Dan / Zhang Hao                    | Kirsten Moore-Towers / Dylan Moscovitch | [ 34 ] |
| 2012                                     | Kent             | Tetiana Wołosożar / Maksim Trańkow      | Pang Qing / Tong Jian                    | Caydee Denney / John Coughlin           | [ 35 ] |
| 2013                                     | Detroit          | Tetiana Wołosożar / Maksim Trańkow      | Kirsten Moore-Towers / Dylan Moscovitch  | Ksienija Stołbowa / Fiodor Klimow       | [ 36 ] |
| 2014                                     | Chicago          | Yūko Kawaguchi / Aleksandr Smirnow      | Haven Denney / Brandon Frazier           | Peng Cheng / Zhang Hao                  | [ 37 ] |
| 2015                                     | Milwaukee        | Sui Wenjing / Han Cong                  | Alexa Scimeca / Chris Knierim            | Julianne Séguin / Charlie Bilodeau      | [ 38 ] |
| 2016                                     | Chicago          | Julianne Séguin / Charlie Bilodeau      | Haven Denney / Brandon Frazier           | Jewgienija Tarasowa / Władimir Morozow  | [ 39 ] |
| 2017                                     | Lake Placid      | Alona Sawczenko / Bruno Massot          | Yu Xiaoyu / Zhang Hao                    | Meagan Duhamel / Eric Radford           | [ 40 ] |
| 2018                                     | Everett          | Jewgienija Tarasowa / Władimir Morozow  | Alisa Jefimowa / Aleksandr Korowin       | Ashley Cain / Timothy LeDuc             | [ 41 ] |
| 2019                                     | Las Vegas        | Peng Cheng / Jin Yang                   | Darja Pawluczenko / Dienis Chodykin      | Haven Denney / Brandon Frazier          | [ 42 ] |
| 2020                                     | Las Vegas        | Alexa Scimeca Knierim / Brandon Frazier | Jessica Calalang / Brian Johnson         | Audrey Lu / Misha Mitrofanov            | [ 43 ] |
| 2021                                     | Las Vegas        | Jewgienija Tarasowa / Władimir Morozow  | Riku Miura / Ryuichi Kihara              | Aleksandra Bojkowa / Dmitrij Kozłowskij | [ 44 ] |
| 2022                                     | Norwood          | Alexa Knierim / Brandon Frazier         | Deanna Stellato-Dudek / Maxime Deschamps | Kelly Ann Laurin / Loucas Ethier        | [ 45 ] |
| 2023                                     | Allen            | Annika Hocke / Robert Kunkel            | Lia Pereira / Trennt Michaud             | Chelsea Liu / Balázs Nagy               | [ 46 ] |

### Pary taneczne
| Rok                                      | Miasto           | Złoto                                   | Srebro                                  | Brąz                                         | Źr.    |
| ---------------------------------------- | ---------------- | --------------------------------------- | --------------------------------------- | -------------------------------------------- | ------ |
| 1979                                     | Lake Placid      | Krisztina Regőczy / András Sallay       | Natalja Biestiemjanowa / Andriej Bukin  | Lorna Wighton / John Dowding                 |        |
| Zawody nie zostały rozegrane w 1980 roku |                  |                                         |                                         |                                              |        |
| 1981                                     | Lake Placid      | Judy Blumberg / Michael Seibert         | Jelena Garanina / Igor Zawozin          | Karen Barber / Nicky Slater                  |        |
| 1982                                     | Lake Placid      | Elisa Spitz / Scott Gregory             | Jelena Garanina / Igor Zawozin          | Karyn Garossino / Rod Garossino              |        |
| 1983                                     | Rochester        | Elisa Spitz / Scott Gregory             | Kelly Johnson / John Thomas             | Wendy Sessions / Stephen Williams            |        |
| Zawody nie zostały rozegrane w 1984 roku |                  |                                         |                                         |                                              |        |
| 1985                                     | Saint Paul       | Renee Roca / Donald Adair               | Irina Żuk / Oleg Pietrow                | Antonia Becherer / Ferdinand Becherer        |        |
| 1986                                     | Portland         | Isabelle Duchesnay / Paul Duchesnay     | Suzanne Semanick / Scott Gregory        | Jo-Anne Borlase / Scott Chalmers             |        |
| Zawody nie zostały rozegrane w 1987 roku |                  |                                         |                                         |                                              |        |
| 1988                                     | Portland         | Susan Wynne / Joseph Druar              | Swietłana Łapina / Grigorij Sur         | Renee Roca / James Yorke                     |        |
| 1989                                     | Indianapolis     | Majia Usowa / Aleksandr Żulin           | April Sargent / Russ Witherby           | Jo-Anne Borlase / Martin Smith               |        |
| 1990                                     | Buffalo          | Stefania Calegari / Pasquale Camerlengo | Isabelle Sarech / Xavier Debernis       | Iłona Melnyczenko / Hennadij Kaśkow          |        |
| 1991                                     | Oakland          | Tatjana Nawka / Samwieł Giezalan        | Susanna Rahkamo / Petri Kokko           | Dominique Yvon / Frederic Palluel            |        |
| 1992                                     | Atlanta          | Majia Usowa / Aleksandr Żulin           | Sophie Moniotte / Pascal Lavanchy       | Elizabeth Punsalan / Jerod Swallow           |        |
| 1993                                     | Dallas           | Sophie Moniotte / Pascal Lavanchy       | Kateřina Mrázová / Martin Šimeček       | Renée Roca / Gorsha Sur                      |        |
| 1994                                     | Pittsburgh       | Elizabeth Punsalan / Jerod Swallow      | Marina Anisina / Gwendal Peizerat       | Jelizawieta Stekolnikowa / Dmitri Kazarliga  |        |
| 1995                                     | Detroit          | Oksana Griszczuk / Jewgienij Płatow     | Anżelika Kryłowa / Oleg Owsiannikow     | Renee Roca / Gorsha Sur                      |        |
| 1996                                     | Springfield      | Anżelika Kryłowa / Oleg Owsiannikow     | Irina Łobaczowa / Ilja Awierbuch        | Sophie Moniotte / Pascal Lavanchy            |        |
| 1997                                     | Detroit          | Elizabeth Punsalan / Jerod Swallow      | Barbara Fusar-Poli / Maurizio Margaglio | Anna Siemienowicz / Władimir Fiodorow        |        |
| 1998                                     | Detroit          | Marina Anisina / Gwendal Peizerat       | Irina Łobaczowa / Ilja Awierbuch        | Barbara Fusar-Poli / Maurizio Margaglio      |        |
| 1999                                     | Colorado Springs | Barbara Fusar-Poli / Maurizio Margaglio | Irina Łobaczowa / Ilja Awierbuch        | Naomi Lang / Peter Tchernyshev               |        |
| 2000                                     | Colorado Springs | Barbara Fusar-Poli / Maurizio Margaglio | Margarita Drobiazko / Povilas Vanagas   | Shae-Lynn Bourne / Victor Kraatz             |        |
| 2001                                     | Colorado Springs | Shae-Lynn Bourne / Victor Kraatz        | Galit Chait / Siergiej Sachnowski       | Margarita Drobiazko / Povilas Vanagas        |        |
| 2002                                     | Spokane          | Ołena Hruszyna / Rusłan Honczarow       | Tatjana Nawka / Roman Kostomarow        | Tanith Belbin / Benjamin Agosto              |        |
| 2003                                     | Reading          | Tanith Belbin / Benjamin Agosto         | Ołena Hruszyna / Rusłan Honczarow       | Isabelle Delobel / Olivier Schoenfelder      |        |
| 2004                                     | Pittsburgh       | Tanith Belbin / Benjamin Agosto         | Galit Chait / Siergiej Sachnowski       | Megan Wing / Aaron Lowe                      | [ 1 ]  |
| 2005                                     | Atlantic City    | Tanith Belbin / Benjamin Agosto         | Isabelle Delobel / Olivier Schoenfelder | Oksana Domnina / Maksim Szabalin             | [ 2 ]  |
| 2006                                     | Hartford         | Ałbena Denkowa / Maksim Stawiski        | Melissa Gregory / Dienis Pietuchow      | Nathalie Péchalat / Fabian Bourzat           | [ 3 ]  |
| 2007                                     | Reading          | Tanith Belbin / Benjamin Agosto         | Nathalie Péchalat / Fabian Bourzat      | Federica Faiella / Massimo Scali             | [ 4 ]  |
| 2008                                     | Everett          | Isabelle Delobel / Olivier Schoenfelder | Tanith Belbin / Benjamin Agosto         | Sinead Kerr / John Kerr                      | [ 5 ]  |
| 2009                                     | Lake Placid      | Tanith Belbin / Benjamin Agosto         | Anna Cappellini / Luca Lanotte          | Aleksandra Zaretski / Roman Zaretski         | [ 6 ]  |
| 2010                                     | Portland         | Meryl Davis / Charlie White             | Vanessa Crone / Paul Poirier            | Maia Shibutani / Alex Shibutani              | [ 7 ]  |
| 2011                                     | Ontario          | Meryl Davis / Charlie White             | Nathalie Péchalat / Fabian Bourzat      | Isabella Tobias / Deividas Stagniūnas        | [ 47 ] |
| 2012                                     | Kent             | Meryl Davis / Charlie White             | Jekatierina Bobrowa / Dmitrij Sołowjow  | Kaitlyn Weaver / Andrew Poje                 | [ 48 ] |
| 2013                                     | Detroit          | Meryl Davis / Charlie White             | Anna Cappellini / Luca Lanotte          | Maia Shibutani / Alex Shibutani              | [ 49 ] |
| 2014                                     | Chicago          | Madison Chock / Evan Bates              | Maia Shibutani / Alex Shibutani         | Aleksandra Stiepanowa / Iwan Bukin           | [ 50 ] |
| 2015                                     | Milwaukee        | Madison Chock / Evan Bates              | Wiktorija Sinicyna / Nikita Kacałapow   | Piper Gilles / Paul Poirier                  | [ 51 ] |
| 2016                                     | Chicago          | Maia Shibutani / Alex Shibutani         | Madison Hubbell / Zachary Donohue       | Jekatierina Bobrowa / Dmitrij Sołowjow       | [ 52 ] |
| 2017                                     | Lake Placid      | Maia Shibutani / Alex Shibutani         | Anna Cappellini / Luca Lanotte          | Wiktorija Sinicyna / Nikita Kacałapow        | [ 53 ] |
| 2018                                     | Everett          | Madison Hubbell / Zachary Donohue       | Charlène Guignard / Marco Fabbri        | Tiffany Zahorski / Jonathan Guerreiro        | [ 54 ] |
| 2019                                     | Las Vegas        | Madison Hubbell / Zachary Donohue       | Aleksandra Stiepanowa / Iwan Bukin      | Laurence Fournier Beaudry / Nikolaj Sørensen | [ 55 ] |
| 2020                                     | Las Vegas        | Madison Hubbell / Zachary Donohue       | Kaitlin Hawayek / Jean-Luc Baker        | Christina Carreira / Anthony Ponomarenko     | [ 56 ] |
| 2021                                     | Las Vegas        | Madison Hubbell / Zachary Donohue       | Madison Chock / Evan Bates              | Laurence Fournier Beaudry / Nikolaj Sørensen | [ 57 ] |
| 2022                                     | Norwood          | Madison Chock / Evan Bates              | Kaitlin Hawayek / Jean-Luc Baker        | Marie-Jade Lauriault / Romain Le Gac         | [ 58 ] |
| 2023                                     | Allen            | Madison Chock / Evan Bates              | Marjorie Lajoie / Zachary Lagha         | Jewgienija Łopariowa / Geoffrey Brissaud     | [ 59 ] |